# 9038 Helensteel
9038 Helensteel este un asteroid din centura principală de asteroizi.

## Descriere
9038 Helensteel este un asteroid din centura principală de asteroizi. A fost descoperit pe 12 noiembrie 1990 la Siding Spring de Duncan I. Steel. Asteroidul prezintă o orbită caracterizată de o semiaxă mare de 2,62 ua, o excentricitate de 0,17 și o înclinație de 14,4° în raport cu ecliptica.